# Dancin' M
『Dancin' M』（ダンシン・エム）は、1984年5月21日に発売された麻倉未稀の5枚目のアルバム。発売元はCRYSTAL BIRD/キングレコード。

## 概要
帯コピー：「黄昏ダンシング」「ホワット・ア・フィーリング」の2大ヒット曲を中心にダンサブルなナンバーを収録した麻倉未稀のニュー・アルバム!!
6枚目のシングル「What a feeling 〜フラッシュダンス」と8枚目のシングル「黄昏ダンシング」を含むアルバム（7枚目のシングル「それだけの旅」は収録されていない）。CD版はLPよりも曲数が2曲多くなっており、9枚目のシングルの「ロマンスは熱いうちに -The City of Romance-」と、外国映画の主題歌を収集したカバーアルバム『SCREEN』収録曲「XANADU」(ザナドゥー)が追加収録されている。
A-3「ビリー・ジーン」は、アメリカの歌手マイケル・ジャクソンが1982年12月に発表したアルバム『スリラー』収録曲で、後にシングルカットされ大ヒットした「Billie Jean」のカバー。
A-5「テル・ハー・ノー」は、イギリスのロックバンドのゾンビーズが、1965年1月にシングルとして発表し大ヒットした「Tell Her No」のカバー。
B-4「ファー・フロム・オーヴァー」は、アメリカの俳優シルヴェスター・スタローンの実弟で俳優・歌手のフランク・スタローンが1983年にシングルとして発表した楽曲のカバーで、映画『ステイン・アライブ』サウンドトラック収録曲。

## 収録曲

### LP・CT

#### Side A
1. さよならロンリー・ハート
作詞: 麻倉未稀 / 作曲: 高瀬政彦 / 編曲: 戸塚修
2. 黄昏ダンシング
作詞: 竜真知子 / 作曲・編曲: 渡辺博也
  - 8thシングルA面曲。
3. ビリー・ジーン
作詞・作曲: Michael Jackson / 訳詞: 田口俊 / 編曲: 川村栄二
  - マイケル・ジャクソン「Billie Jean」のカバー曲。
4. ナイト・ゲーム・シティ
作詞: 竜真知子 / 作曲・編曲: 渡辺博也
5. テル・ハー・ノー
作詞・作曲: Rod Argent / 訳詞: 竜真知子 / 編曲: 渡辺博也
  - ゾンビーズ「Tell Her No」のカバー曲。

#### Side B
1. ホワット・ア・フィーリング 〜フラッシュダンス (TV Version)
作詞: Keith Forsey, Irene Cara / 作曲: Giorgio Moroder / 訳詞: 麻倉未稀 / 編曲: 清水信之
  - 6枚目のシングルA面曲のアルバム・バージョン。
2. ディスタンス
作詞: 竜真知子 / 作曲: くぎ哲朗 / 編曲: 渡辺博也
3. メモリーズ・オブ・ユー
作詞: 麻倉未稀 / 作曲: 高瀬政彦 / 編曲: 渡辺博也
  - 7枚目のシングル「それだけの旅」B面曲。
4. ファー・フロム・オーヴァー
作詞: F. Stallone / 作曲: V. Dicola / 訳詞: 麻倉未稀 / 編曲: 大谷和夫
  - 「黄昏ダンシング」B面曲。
  - フランク・スタローン「Far from Over」のカバー曲。
5. ワイン・クーラーでもう一度
作詞: 麻倉未稀 / 作曲: 高瀬政彦 / 編曲: 戸塚修
  - 9枚目のシングル「ロマンスは熱いうちに -The City of Romance-」のB面曲。

### CD・音楽配信
1. ロマンスは熱いうちに -The City of Romance- (CD・配信に収録)
作詞: 松井五郎 / 作曲: いけたけし / 編曲: 戸塚修
2. さよならロンリー・ハート
3. 黄昏ダンシング
4. ビリー・ジーン
5. ナイト・ゲーム・シティ
6. テル・ハー・ノー
7. ザナドゥー (CD・配信に収録)
作詞・作曲: Jeff Lynne / 編曲: 大谷和夫
8. ホワット・ア・フィーリング 〜フラッシュ・ダンス (TV Version)
9. ディスタンス
10. メモリーズ・オブ・ユー
11. ファー・フロム・オーヴァー
12. ワイン・クーラーでもう一度

## 参考資料
- オリコン『ALBUM CHART-BOOK COMPLETE EDITION 1970-2005』オリコン・マーケティング・プロモーション、2006年4月。ISBN 978-4-87131-077-2。